# ألكسندرا ريد
ألكسندرا ريد فارلي (مواليد 5 مارس 1992) والمعروفة باسم أليكس ريد، هي مغنية وكاتبة أغاني ومغنية راب وعارضة أزياء أمريكية. وعضوة سابقة في فرقة الفتيات الكورية الجنوبية بي بي رانيا، واصبحت أول آيدول أمريكية من أصل أفريقي في فرقة كورية جنوبية.

## الحياة المبكرة
ولدت ألكسندرا ريد 5 مارس 1992 في مدينة كانساس سيتي بولاية كانساس. أنتقلت إلى بلانو، تكساس عندما كانت طفلة، ثُم بدأت ريد العمل كعارضة في الإعلانات للأزياء مدينة دالاس. هي من أصل سويدي وأمريكي وأفريقي وهنغاري.

## المهنة

### 2011–14:Letters to My Ex
شاركت ريد في الموسم الثالث من البرنامج الواقعي التلفزيوني للأطفال Endurance في عام 2004. واحتلت في النهاية المركز السابع في المسابقة. بعد فترة وجيزة، تم إكتشاف ريد مِن قِبل إل. أي. ريد ثم انتقلت إلى لوس أنجلوس، كاليفورنيا وتولى إدارتها سكوتر براون.، أصدرت النهاية أغنيتها المنفردة "Body to Body" في 7 نوفمبر 2011 مصحوبة بفيديو غنائي. كتبت كلمات الأغنية بنفسها، بينما أنتج الأغنية درو كاسترو وفيل مارغازيوتيس. قامت ريد باداء الأغنية مباشرة لأول في مهرجان كوانزا 2011 الذي أقيم في دالاس، تكساس.
أصدرت ريد أول أسطوانة مطولة لها بعنوان Letters to My Ex ، في 31 أغسطس 2012. على الرغم من الفشل في الألبوم تجاريًا، لكنه تلقى مراجعات إيجابية من المدونات والمنتديات الموسيقية عبر الإنترنت. تم إصدار أغنيتين فرديتين من الألبوم قبل إصداره الأولي - تم إصدار أول أغنية فردية بعنوان "Soldier"، في 3 أغسطس 2012. الأغنية تعاون مع المغني ترافيك، تم إصدار الأغنية المنفردة الثانية بعنوان "My Ex" في 10 أغسطس 2012. في مقابلة، كشفت ريد أنها بدات إنتاج اسطوانتها المطولة الثانية القادمة آنذاك، ووصفته بنوع «موسيقى شابة وحديثة وجريئة.» كان من المخطط إصدار الأسطوانة المطولة في مارس عام 2013، بعد توقف دام لمدة عام، أصدرت ريد أغنيتها الفردية بعنوان "Want Me Some U" في 14 فبراير 2014.

### 2015–17: بي بي رانيا
أعلنت وكالة DR Music عن عودة فرقة رانيا بستة أعضاء بعد العديد من التغييرات في التشكيلة الأساسية للفرقة في 29 أكتوبر 2015. تم الكشف عن ريد لاحقًا باعتبارها العضوة الثالثة والأخيرة للفرقة- احدث خبر الكشف عن ريد كعضوة في الفرقة على تعليقات إيجابية من مستخدمي الإنترنت الكوريين، وأشاد الكثيرون بمظهرها؛ تم إصدار الأسطوانة المطولة الثالثة للفرقة Demonstrate ، في 4 نوفمبر 2015، لكن لم تظهر ريد في الفيديو الموسيقي المصاحب للأغنية. تناولت وسائل الإعلام الكورية الجنوبية الموقف، مستشهدة بشكل أساسي بمشاكل التأشيرات باعتبارها المشكلة وراء غياب ريد من الفيديو الموسيقى للأغنية. أعيد إصدار الفيديو الموسيقي في 11 نوفمبر 2015، ويضم لقطات عديدة لريد. تم عرض الأغنية مباشرة لأول مرة مع الأعضاء الكاملين في 14 نوفمبر 2015 في شوو! ميوزيك بانك.
في عام 2016، أطلقت وكالة DR Music حملة لجمع التبرعات في موقع Makestar من أجل ترسم وحدة فرعية تدعى هيكس (Hex) - مكونة من ريد وأصغر عضوة هيمي - بالإضافة إلى الأسطوانة المطولة الرابعة لرانيا القادمة، والتي تم التخطيط لإصدارها في أغسطس 2016. ومع ذلك، تم إنهاء حملة جمع التبرعات مِن قِبل Makestar بعد عدة محاولات فاشلة للتواصل بين الطرفين. جاء الإنهاء بعد رحيل الأعضاء الثلاثة المتبقين من رانيا - وهم كيم دا راي، ولي تاي إيون، وجانغ جين يونغ - مما أجبر لتأجيل تاريخ إصدار الأسطوانة المطولة القادمة في ذلك الوقت. ثم كشفت ريد عن انها أصبحت قائدة للفرقة. بعد فترة قصيرة عن قضاها في الولايات المتحدة لإنهاء إنتاج ألبوم رانيا التالي، غنت في حفل W Concert الذي أقيم في سول، كوريا الجنوبية في 20 نوفمبر 2016. أعلنت وكالة DR Music أنه سيتم تغيير اسم الفرقة إلى بي بي رانيا وأصدرت الفرقة رابع أسطوانة مطولة لهم Start a Fire في 29 ديسمبر 2016. أغنية "Make Me Ah" كانت الأغنية الترويجية الثانية من الأسطوانة المطولة. أعلنت وكالة DR Music عن غياب ريد عن العروض المباشرة المتبقية المقررة للترويج للأغنية المنفردة في 21 فبراير 2017، بسبب تلقيها لفرصة التمثيل من فريق إنتاج. بعد سلسلة من الأحداث بما في ذلك مشاكل مع مصممة الرقصات الخاصة بفرقة رانيا بي بي رانيا أعلنت وكالة DR Music مغادرة ريد الفرقة رسميًا في 19 أغسطس 2017.

### 2017–حتى الآن: "East West" و "Gretchen Wieners"
في 9 ديسمبر 2017، أعلنت ريد عن إصدارها القادم لـ «شرق الغرب»، وهي أغنية كانت مخصصًا في البداية للوحدة الفرعية هيكس، تم إصدار الأغنية في 19 مارس 2018. تم إصدار أغنية "Gretchen Wieners" كأغنية متابعة في 24 يونيو 2018.

## الفن

### النمط الموسيقي والتأثيرات
النوع المفضل لريد هي موسيقى سلتيك. هي مغرمة بالاستماع إلى مغني الراب الأمريكي إيمينيم والمغنية الكندية ألانيس موريسيت وفرقة الفتيات البوب الإنجليزية سبايس جيرلز والمغنية الأمريكية بريتني سبيرز.

## وصلات خارجية
- ألكسندرا ريد على موقع IMDb (الإنجليزية)
- ألكسندرا ريد على موقع ميوزك برينز (الإنجليزية)